# Claude Saumaise

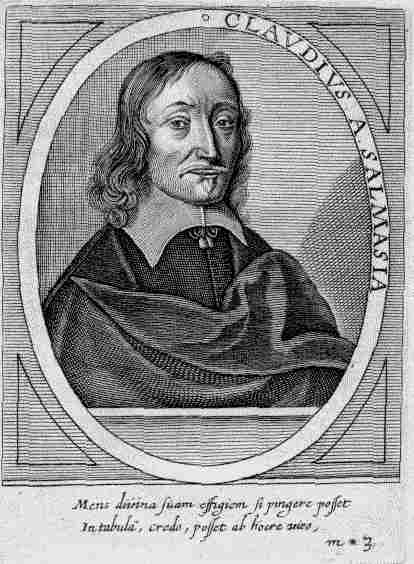
Claude Saumaise.

Claude Saumaise (Semur-en-Auxois, 15 de abril de 1588 - Spa, 3 de septiembre de 1653) fue un célebre sabio, humanista y filólogo francés llamado el Príncipe de los Comentadores.

## Biografía
De origen borgoñón, su primer maestro fue su padre Benigno, magistrado y sabio distinguido, y contó también con la amistad de Isaac Casaubon y Gruter, emprendiendo con ánimo resuelto el estudio de la mayor parte de las ciencias de su época (medicina, jurisprudencia, teología, historia).
Claudio de Saumaise aprendió de forma autodidacta las siguientes lenguas: persa, caldeo, árabe y el copto y posteriormente abrazó la Iglesia reformada, se estableció en Holanda y permaneció mucho tiempo en Leiden.
Este sabio adquirió pronto una reputación universal y los reyes se disputaron el honor de tenerlo en sus cortes:
- El Cardenal Richelieu y Mazarino procuraron, en vano, llevarle a Francia.
- La reina Cristina de Suecia que fuera a Suecia.
- Carlos II de Inglaterra le encargó que redactase una apología de su padre Carlos I, apología que le empeñó una viva polémica con John Milton.

Dejó 60 manuscritos y muchas obras impresas y sus principales obras son las ediciones de Floro (1609), de L. Ampelius, de la Historia Augusta, de Tertuliano, de Pallio, de Aquiles Tacio (1640) y de Solino con las Exercitationes plinianae (1529).
Claudio aparte de su gran reputación, fue extraordinariamente ensalzado durante su vida y en una ausencia un poco larga de la ciudad de holandesa de Leiden, sus habitantes le escribieron una carta en que le rogaban que regresase a Leiden, con estas palabras: «Así como el mundo no podría carecer del Sol, la Academia de Leiden no puede pasar sin Saumaise».

## Obras

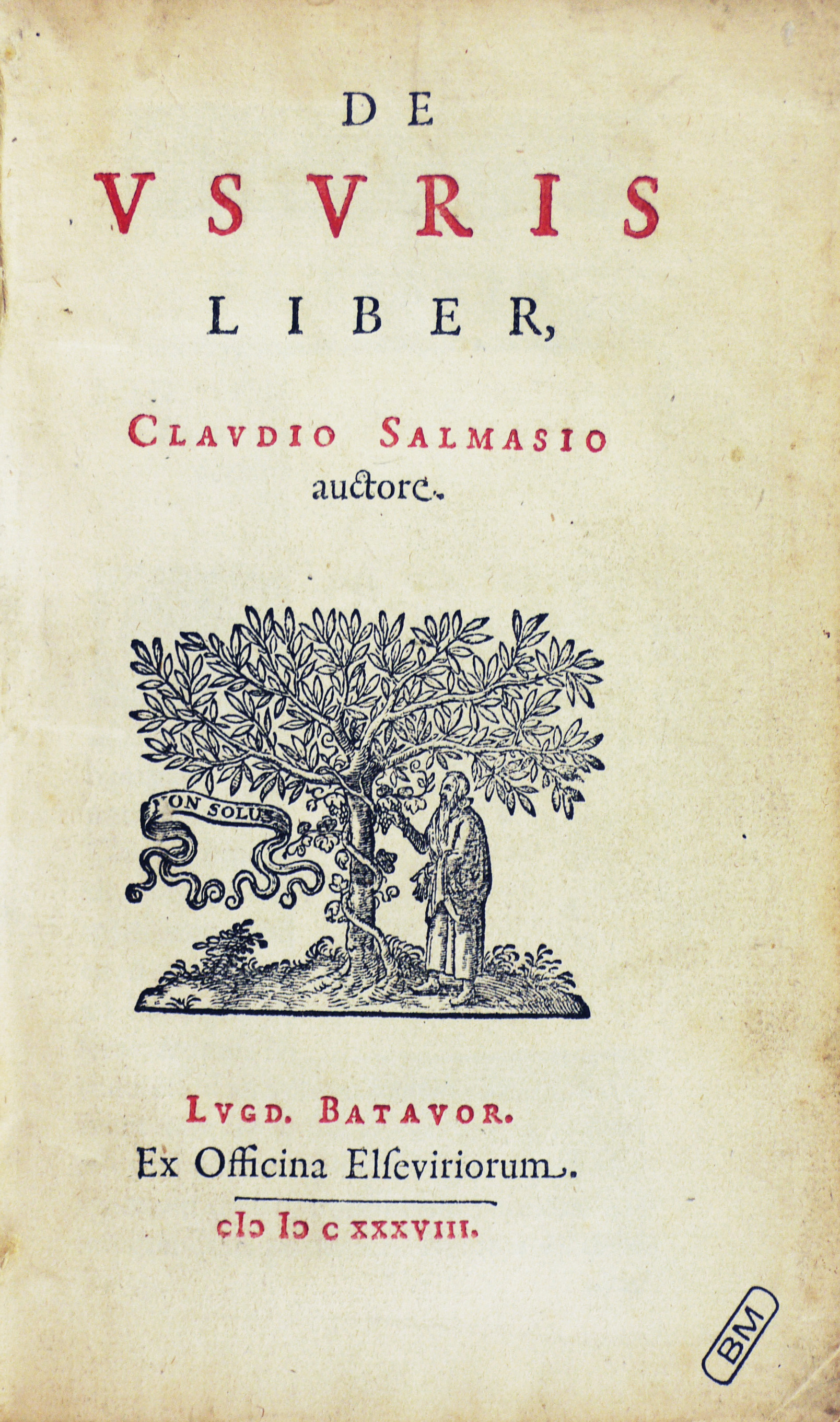
De usuris, 1638.

- Autor con otros escritores de Anthologia Graeca cum versione latina.., Ultrajecti, 1795-1822, 5 volúmenes
- Claude Saumaise & André Rivet:...., Ámsterdam: APA-Holland University Press, 1987
- Viorum aliquot eruditorum..., Amstelaedami: Geradum de Groot, 1752
- Historia augustae scriptores..., París: 1620
- Cl. Salmasil de re militari romanorum liber:.., Leiden, J.Elseverium, 1657
- Claudii Salmasil de Hellenistica commentarius:..., Leiden: Ex Officina Elseviriorum, 1643
- Junto a otros autores Museum philologicum et historicum..., Lugduni Batavorum: sumtibus Abrahami vander Mijn, 1699-700, 2 volúmenes
- Cl. Salmasil Librorum de primatu Papae par primera:...., Lugduni Batavorum, 1645

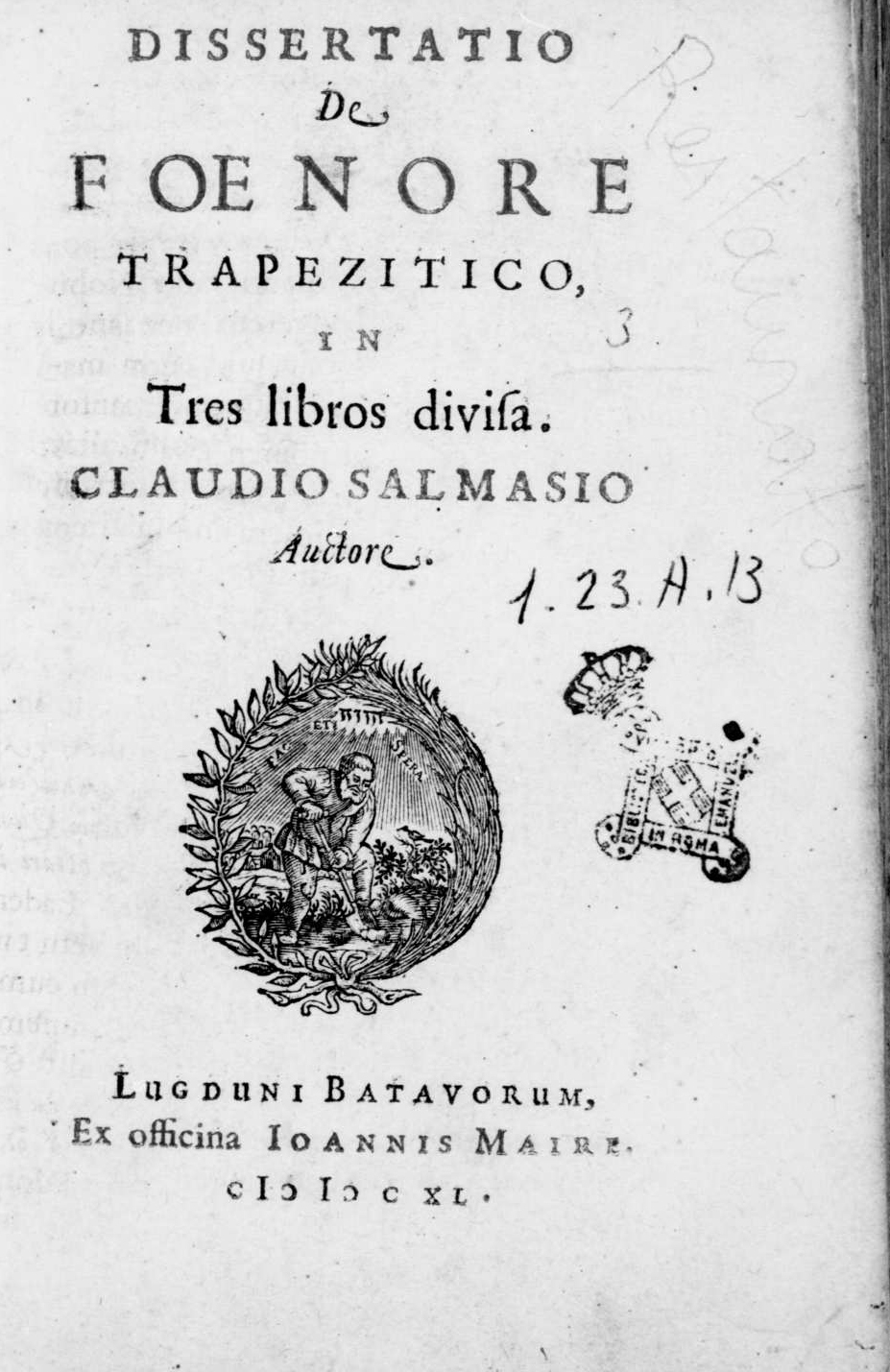
Dissertatio de foenore trapezitico, 1640